# موزع الاتصال التلقائي
موزع الاتصال التلقائي (بالإنجليزية: Automatic call distributor)‏ هو اختصار لـــ (ACD) في المهاتفة هو نظام يوزع المكالمات الواردة على مجموعة محددة من المحطات الطرفية التي يستخدمها الوكلاء. إنه جزء من نظام تكامل الاتصالات الهاتفية بالكمبيوتر (CTI). ACDs تعترف، والرد وتوجيه المكالمات الواردة. وهي تتراوح بين الأنظمة الصغيرة التي تحافظ على عدد قليل من الخطوط حتى الأنظمة التي تحتفظ بعدد كبير من الخطوط للتطبيقات الكبيرة.
يقوم نظام ACD بمعالجة المكالمات الواردة بناءً على الأرقام المطلوبة وقاعدة البيانات المرتبطة بمعالجة التعليمات. تستخدم الشركات التي تقدم دعمًا للمبيعات والخدمات موزعي المكالمات التلقائية للتحقق من صحة المتصلين وإجراء المكالمات الصادرة والمكالمات الصادرة إلى الأطراف المناسبة والسماح للمتصلين بتسجيل الرسائل وجمع إحصاءات الاستخدام وتحقيق التوازن بين استخدام خطوط الهاتف وتقديم خدمات متنوعة أخرى.
توفر ACDs هوية المتصل مثل تلك التي توفرها خدمة تحديد الأرقام التي تم الاتصال بها (DNIS) والاتصال المباشر الداخلي وما إلى ذلك. وهي تقوم بمعالجة المكالمات الواردة ذات الحجم الكبير وتوزيعها على ملحقات مفردة أو جماعية. كما يقومون بتوزيع المكالمات بشكل عادل على الامتدادات التي تسمى خطوط الوكلاء. فهي تسمح لعدد محدود فقط من الموظفين بمعالجة عدد كبير من المكالمات بشكل فعال، مع افتراض أن هناك شخصًا متاح دائمًا في جانب جهاز الاستقبال لمعالجة المكالمات. يحتفظ نظام ACD أيضًا بسجلات ساعات الاتصال القصوى، وعدد المكالمات غير المكتملة وحجم المكالمات الواردة.
تستخدم أنظمة ACD على نطاق واسع في المكاتب التي تتعامل مع كميات كبيرة من المكالمات الهاتفية الواردة من المتصلين الذين يحتاجون إلى المساعدة. إستراتيجية التوجيه عبارة عن مجموعة من الإرشادات المستندة إلى القواعد، والتي تخبر ACD عن كيفية معالجة المكالمات في النظام. هذه هي الخوارزمية التي تحدد أنسب الموظفين المتاحين للرد على المكالمات الواردة. تتم مراجعة البيانات الإضافية أيضًا لتحديد سبب كل مكالمة، يتم التحقق منها بواسطة نظام الاستجابة الصوتية التفاعلية (IVR) البسيط. في البداية، كانت وظيفة ACD داخلية لتبادل الفروع الخاصة للشركات.
تم تصميم النظام لتمكين أجهزة الحوسبة المشتركة. تشمل الوظائف الإضافية لتطبيقات التوجيه الخارجية تكامل الاتصال الهاتفي بالكمبيوتر، والذي يمكن أن يحسن كفاءة وكيل مركز الاتصال عن طريق مطابقة المكالمات الواردة مع البيانات المهمة على جهاز الكمبيوتر. يتم تحقيق ذلك من خلال بروتوكول تطبيقات الاتصال الهاتفي المدعوم بالكمبيوتر (CSTA).

## طرق التوزيع
هناك خيارات متعددة لتوزيع المكالمات الواردة من قائمة الانتظار
- التوزيع الخطي للمكالمات - يتم توزيع المكالمات بالترتيب، بدءًا من البداية في كل مرة.
- توزيع المكالمات الدورية / الروتاري - يتم توزيع المكالمات بالترتيب، بدءًا من التالي بالترتيب.
- توزيع موحد للمكالمات - يتم توزيع المكالمات بشكل موحد، بدءًا من الشخص الذي تعامل مع أقل عدد من المكالمات.
- التوزيع المتزامن للمكالمات - يتم عرض المكالمات على جميع الإضافات المتاحة في وقت واحد.
- التوزيع المرجح للمكالمات - يتم توزيع المكالمات وفقًا لترجيح قابل للتكوين، مثل مجموعات المهارات المختلفة داخل ممثلي خدمة العملاء.[2]